# Castrul roman de la Cincșor

## Descriere și Descoperiri Arheologice
Urmele castrului care nu sunt vizibile la suprafață, dar se găsesc în punctul Burgstadt/Grădiște de pe malul drept al Oltului, la aproximativ 4 km în partea estică a satului. Fortificația fost într-un final găsită, după mai multe sondaje, distrusă de eroziunile solului. Astfel, a fost posibilă reconstrucția colțului din S-V.
Întrucât în interiorul castrului s-au identificat urme ale unor construcții din lemn, s-a avansat ipoteza conform căreia incinta dreptunghiulară din piatră să fi fost precedată de prezența unui castru de pământ și piatră. Mai multe surse epigrafice atestă trupe prezente aici, dintre care se găsește inscripția unui monument funerar ridicat în cinstea unui praefectus.  
De asemenea, în cursul lucrărilor de amenajare a cursului râului, a fost descoperită o mască de bronz, folosită în scop procesional de un călăreț. 

## Dimensiuni
În urma informațiilor din noile investigații s-a putut crea diferite propuneri asupra formei castrului. Dintre acestea, posibilitatea cea mai mare este oferită de un perimetru rectangular cu latura sudică de 130 m și cea vestică de 110m.